# Maisa Silva
Maisa da Silva Andrade (São Bernardo do Campo, 22 de maio de 2002), mais conhecida simplesmente como Maisa, é uma atriz e apresentadora brasileira. Foi descoberta aos três anos, quando participou do Programa Raul Gil, na Record e na Band. Depois, foi contratada pelo SBT para apresentar os programas Sábado Animado, Domingo Animado e Bom Dia & Cia, ganhando maior destaque ao dividir o quadro Pergunte à Maisa com o patrão Silvio Santos.
Como atriz ganhou fama através de seu papel como Valéria Ferreira em Carrossel. Outros papéis de notoriedade na carreira da atriz são Juliana Almeida em Carinha de Anjo, Anita Rocha em De Volta aos 15 e Beatriz Alencar em Garota do Momento, além de sucesso em filmes como Tudo por um Popstar, Cinderela Pop, Ela Disse, Ele Disse, onde interpretou sua primeira vilã, e Pai em Dobro.

## Carreira

### 2005–2011: Contratada pelo SBT e apresentando oSábado Animado
Maisa foi descoberta em 2005, quando participou no programa de Raul Gil, na Record e, depois, na Rede Bandeirantes, dublando sucessos do grupo Rouge, de Ivete Sangalo e de Wanessa. Em 2007, transferiu-se para o SBT, para apresentar o programa Sábado Animado, atendendo telefonemas e apresentando os jogos do programa, funções que também exerceu nos programas Domingo Animado e Bom Dia & Cia.
Em 2008, o programa de Maisa aos sábados conseguia, por algumas vezes, mais audiência do que o programa TV Xuxa na TV Globo. Ainda em 2008, começou a participar do Programa Silvio Santos, no quadro Pergunte à Maisa. Nessa época, o SBT adotou como estratégia usar um figurino que associasse a apresentadora à atriz-mirim da década de 1930, Shirley Temple.
Seu primeiro álbum de estúdio, Tudo que Me Vem na Cabeça, lançado através da Universal Music em 2009, trouxe canções que viraram marca registrada da jovem como Tempo de Mudar, Pipoca Pula, Me Liga, e Tudo Que me Vem na Cabeça, tendo participações especiais como Eliana, Jorge & Mateus, Ivete Sangalo e Roger Moreira (da banda Ultraje a Rigor). Deixou o Bom Dia & Cia no dia 12 de outubro de 2011, para interpretar Valéria Ferreira, na refilmagem da telenovela Carrossel, trama adaptada por Iris Abravanel.

### 2012–2018: Retornando aoSábado Animadoe ganhando notoriedade na mídia

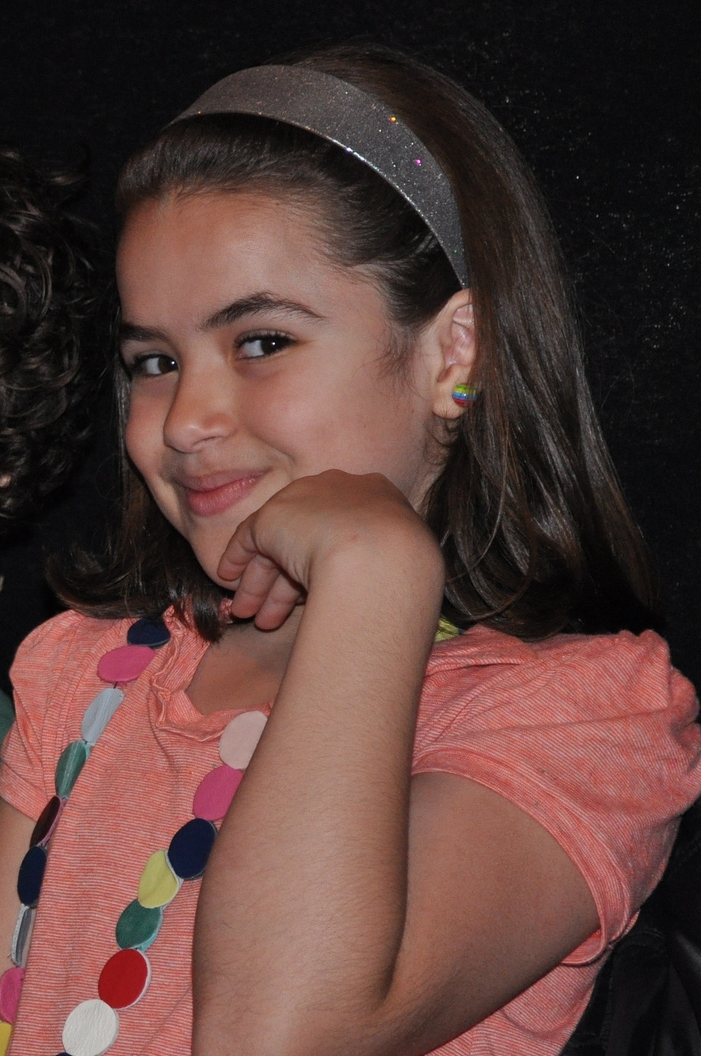
Maisa em 2012, mesma época da novela Carrossel.

Maísa retornou para o Sábado Animado em abril de 2013, ao lado de Ana Zimerman e Matheus Ueta. Inicialmente apresentava sozinha às segundas e quartas, mas, com o ingresso de mais apresentadores, passou a revezar a apresentação com os dois em esquema de duplas. Em 2014, apresentou o programa Mundo Pet com Carla Fioroni. Em dezembro de 2014, lançou seu primeiro extended play Eu Cresci!, com cinco faixas inéditas no iTunes Brasil e na Google Play. A produção do EP ficou por conta de Otávio de Moraes e permaneceu nas paradas do Brasil Hot 100 Airplay por um bom tempo. Eu Cresci! foi o primeiro single do álbum, seguido por NheNheNhem. Este, lançado em junho de 2015, acabou ficando em primeiro lugar na lista do Spotify Brasil "Brazil Viral 50". No entanto, durante o programa do Domingo Legal no SBT exibido no dia 9 de agosto de 2015, Maisa revelou a Celso Portioli que virou vítima de bullying na escola por causa da música e se arrependeu por isso.
Em 2015, fez sua estreia no cinema no filme Carrossel: O Filme que ganhou sequência, intitulada Carrossel 2: O Sumiço de Maria Joaquina em 2016, ano em que foi escalada para sua segunda novela, Carinha de Anjo. No mesmo ano, publicou seu primeiro livro, Sinceramente Maisa, onde fala um pouco de sua trajetória. Em 2017, filmou a adaptação cinematográfica do livro Tudo por um Popstar, interpretando Gabi, uma das três protagonistas, ao lado de Klara Castanho e Mel Maia. O filme estreou nos cinemas em 2018. Ainda em 2017, ela publicou mais dois livros, O Diário de Maisa, onde fala mais um pouco sobre sua vida; e O Livro de Tweets da +A, onde mostra algumas de suas postagens no twitter. Dublou a Nina no filme O Touro Ferdinando, que estreou no Brasil em 11 de janeiro de 2018.
Em agosto de 2018, entrou na lista dos Instagram Stories mais assistidos do Brasil, ocupando a 10ª posição. Em dezembro, se tornou a adolescente mais seguida no mundo, perdendo o posto no ano seguinte para a cantora Billie Eilish. Ainda em 2018, Maisa protagonizou o filme Cinderela Pop, em que fez a protagonista Cintia Dorella. O filme estreou nos cinemas em 28 de fevereiro de 2019.

### 2019–2023:Programa da Maísa, saída do SBT e Netflix

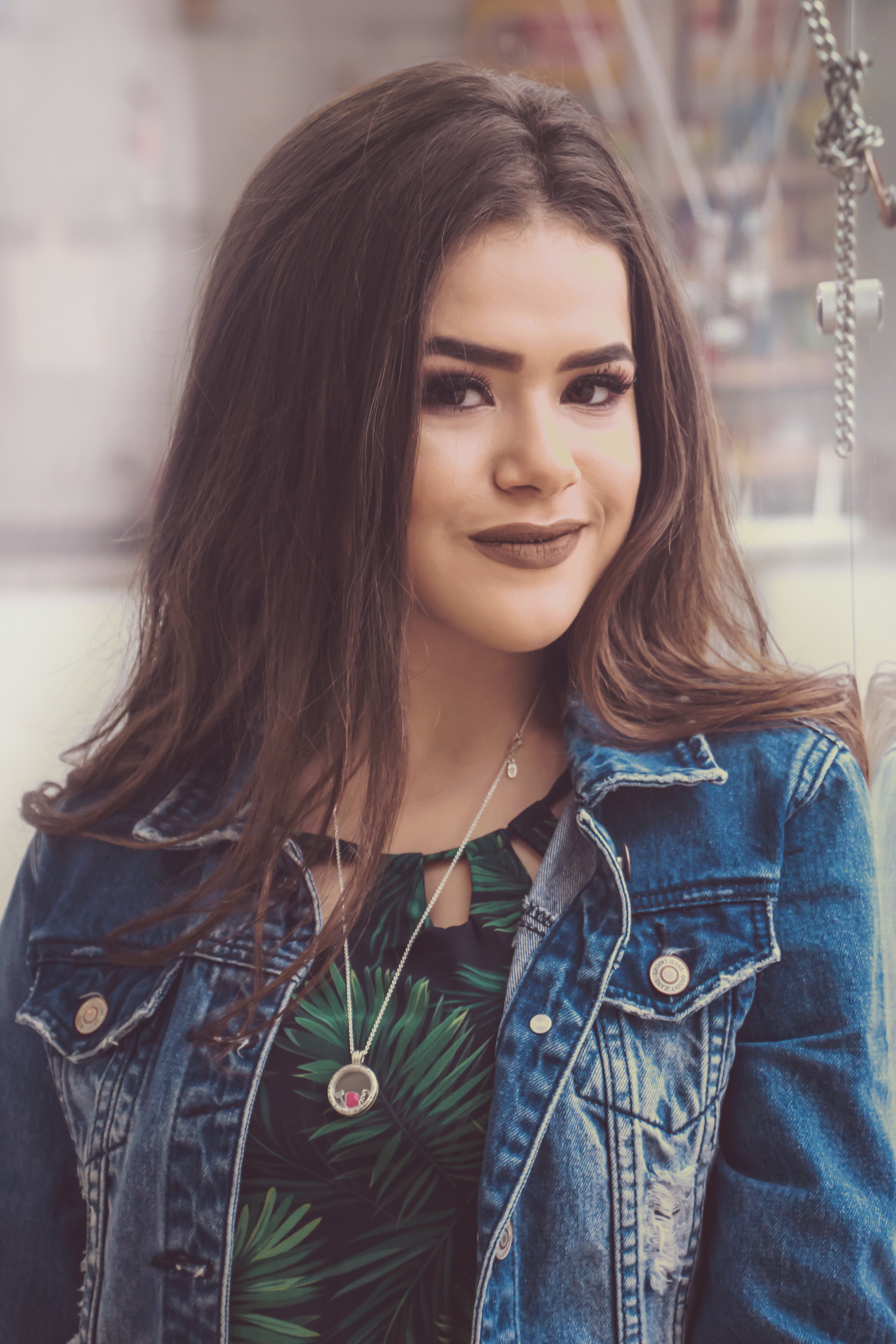
Maisa antes de se apresentar com o seu PocketTour em Serra Negra em 2017.

Em 2019, ganhou seu próprio programa no SBT, o Programa da Maisa, dividindo a apresentação do talk show com o humorista Oscar Filho. Também esteve no filme Ela Disse, Ele Disse, em que fez sua primeira vilã, Júlia. O filme estreou nos cinemas no dia 3 de outubro de 2019. Em dezembro de 2019, entrou no ranking do instituto QualiBest como uma das maiores influenciadoras digitais do Brasil.
Em 2020 esteve em Milão para assistir o desfile da Dolce and Gabbana com outros jovens influentes na internet de diferentes partes do mundo, além de participar de uma ação da grife para o TikTok. Ela também protagonizou mais um filme, Pai em Dobro, seu primeiro filme da Netflix.
Em outubro de 2020, Maisa anunciou na internet que decidiu não renovar o seu contrato com o SBT, que encerraria no final do mês, por conta de novos projetos pessoais e profissionais que ela tem vontade de fazer. Assim, ao final do mês, Maisa deixou o SBT após 13 anos na emissora. Em sua despedida, recebeu homenagens de várias personalidades da casa, como Raul Gil e Silvia Abravanel. Com a saída de Maisa do SBT, o Programa da Maisa também chegou ao fim.
Em 14 de dezembro de 2020, Maisa anunciou seu primeiro passo como empreendedora. Ao lado de seu empresário – e, agora, sócio, Guilherme Oliveira – Maisa criou a Mudah, agência que visa conectar marcas e artistas para trabalhos e ações nas áreas do marketing de influência e publicidade.
Em 2021, Maisa foi confirmada na nova série da Netflix, De Volta aos 15. A série foi lançada no ano seguinte. Na série, Maisa faz a protagonista Anita em sua versão adolescente, enquanto a versão adulta é interpretada por Camila Queiroz. A série estreou em 2022 e devido a sucesso foi renovada para uma segunda e terceira temporada exibidas em 2023 e 2024 respectivamente.

### 2024–presente: Estreia na TV Globo com Garota do Momento
Em 2024 foi convidada pela TV Globo para interpretar a mimada Bia, uma das antagonistas de Garota do Momento, marcando a sua estreia na emissora carioca e a volta às telenovelas desde Carinha de Anjo; na trama, Bia é criada como filha de Clarice (Carol Castro) no lugar de Beatriz (Duda Santos), graças a um plano armado pelo pai, Juliano (Fábio Assunção) e pela avó, Maristela (Lília Cabral) para omitir que ela é filha do empresário com Valéria (Julia Stockler). Essa também é a primeira vez que a atriz interpreta uma vilã em telenovelas. A ida de Maisa para a emissora era cogitada desde sua saída do SBT em 2020, mas só foi oficializada com o anúncio de sua participação na trama.

## Vida pessoal
Filha única, Maisa nasceu no ABC Paulista e morou dos dois aos sete anos em São José dos Campos. Por motivos profissionais, em 2009, mudou-se para Alphaville, em Barueri. Em 2013, ela anunciou que não mais usaria os seus característicos cachos no cabelo.
A apresentadora se declara feminista. "Ter a noção de que, historicamente, as mulheres foram rotuladas e limitadas me desperta a vontade de ser mulher, de usar isso ao meu favor", afirmou.
Em 2018, no dia em que alguns países celebram o Dia dos Namorados, o Valentine’s Day, Maísa usou para assumir publicamente namoro com o estudante Nicholas Arashiro. Os dois permaneceram juntos por quatro anos, e em 2021, a artista usou suas redes sociais para anunciar o fim do relacionamento e pediu que fãs levassem em consideração que o ex não é uma figura pública e quer ter a privacidade respeitada. "Ele foi meu primeiro grande amor e eu o dele, vivemos 4 lindos anos juntos", afirmou na publicação.
Ao ser contratada pela Rede Globo para interpretar a vilã da novela Garota do Momento, Maisa se mudou para o Rio de Janeiro.
É torcedora do Corinthians.

## Palestras
O tempo de carreira, popularidade e grande experiencia com comunicação e mídia, fizeram Maisa, apesar de jovem, um nome respeitado para falar sobre suas áreas de atuação. Por isso, ela é convidada para palestrar em grandes eventos.
"Você tem Sonhos?": A primeira palestra de Maisa Silva foi realizada no Auditório Ibirapuera, em São Paulo, para 8 mil jovens. No evento, a apresentadora falou de sonhos e metas.
ProXXIma 2019: Palestra em evento de comunicação, em que Maisa falou de sua trajetória profissional, trabalhos publicitários e relação com a mídia.
YOUPIX Summit 2019: "Maisa Entrevista Paulo Marinho". No bate-papo, os dois profissionais falaram de comunicação online e offline, futuro da comuncação e criação de conteúdo.
RD Summit 2019: Ao lado do CEO do SBT José Roberto Maciel, Maisa falou do mercado de comunicação e da "convergência entre as mídias ON e OFF".

## Filmografia

### Televisão
| Ano       | Título                 | Papel/Função             | Nota                              |
| --------- | ---------------------- | ------------------------ | --------------------------------- |
| 2005–2006 | Programa Raul Gil      | Ela Mesma                | Quadro: "Eu e As Crianças"        |
| 2007–2009 | Programa Silvio Santos | Ela Mesma                | Quadro: "Pergunte à Maísa"        |
| 2007–2011 | Sábado Animado         | Apresentadora            |                                   |
| 2008–2010 | Domingo Animado        | Apresentadora            |                                   |
| 2009–2013 | Bom Dia & Cia          | Apresentadora            |                                   |
| 2009–2011 | Carrossel Animado      | Apresentadora            |                                   |
| 2012–2013 | Carrossel              | Valéria Ferreira         | [ 1 ] [ 50 ] [ 51 ] [ 52 ] [ 53 ] |
| 2014–2015 | Patrulha Salvadora     | Valéria Ferreira         | [ 54 ] [ 55 ]                     |
| 2014      | Mundo Pet              | Apresentadora            | [ 56 ]                            |
| 2014      | Chiquititas            | Cerimonialista           | Episódios: "26–27 de junho"       |
| 2016–2018 | Carinha de Anjo        | Juliana Almeida          |                                   |
| 2019–2020 | Programa da Maisa      | Apresentadora            | [ 58 ] [ 59 ] [ 60 ]              |
| 2021      | Bake Off Celebridades  | Participante (11º Lugar) | Temporada 1                       |
| 2022–2024 | De Volta aos 15        | Anita Rocha              | [ 61 ] [ 62 ]                     |
| 2024–2025 | Garota do Momento      | Beatriz Alencar          | [ 63 ] [ 64 ]                     |

### Cinema
| Ano  | Título                                  | Personagem                                               | Ref.          |
| ---- | --------------------------------------- | -------------------------------------------------------- | ------------- |
| 2015 | Carrossel: O Filme                      | Valéria Ferreira                                         | [ 65 ]        |
| 2016 | Carrossel 2: O Sumiço de Maria Joaquina | Valéria Ferreira                                         | [ 66 ]        |
| 2018 | Tudo por um Popstar                     | Gabriela Diniz (Gabi)                                    | [ 67 ]        |
| 2019 | Cinderela Pop                           | Cintia Dorella (Cinderela Pop)                           | [ 68 ]        |
| 2019 | Ela Disse, Ele Disse                    | Júlia (M.A.B.U.)                                         | [ 69 ]        |
| 2021 | Pai em Dobro                            | Vicenza Shakti Pravananda Sarahara Oxalá Zalala da Silva | [ 70 ] [ 71 ] |
| 2023 | Desapega!                               | Maria Eduarda (Duda)                                     | [ 72 ]        |
| 2024 | Princesa Adormecida                     | Cintia Dorella (Cinderela Pop)                           | [ 73 ]        |

### Dublagem / Voz original
| Ano  | Título                       | Personagem       | Ref.   |
| ---- | ---------------------------- | ---------------- | ------ |
| 2016 | Carrossel em Desenho Animado | Valéria Ferreira | [ 74 ] |
| 2017 | BugiGangue no Espaço         | Fefa             | [ 75 ] |
| 2017 | Os Smurfs e a Vila Perdida   | SmurfLily        | [ 76 ] |
| 2018 | O Touro Ferdinando           | Nina             | [ 77 ] |

## Literatura
| Ano  | Título                  | Notas  |
| ---- | ----------------------- | ------ |
| 2016 | Sinceramente Maisa      | [ 78 ] |
| 2017 | O Diário de Maisa       | [ 79 ] |
| 2017 | O Livro de Tweets da +A | [ 80 ] |

## Discografia

#### Albuns
- Tudo que Me Vem na Cabeça (2009)

#### EPs
- Eu Cresci! (2014)

## Prêmios e indicações
| Ano  | Prêmio                        | Categoria                                            | Trabalho indicado               | Resultado |
| ---- | ----------------------------- | ---------------------------------------------------- | ------------------------------- | --------- |
| 2009 | Troféu Internet               | Revelação do Ano                                     | Bom Dia & Cia                   | Venceu    |
| 2009 | Troféu Imprensa               | Revelação do Ano                                     | Bom Dia & Cia                   | Venceu    |
| 2012 | Meus Prêmios Nick             | Personagem de TV Favorito                            | Carrossel                       | Indicada  |
| 2013 | Prêmio Contigo! de TV         | Melhor Atriz Infantil                                | Carrossel                       | Indicada  |
| 2016 | Prêmio Febre Teen             | Melhor Atriz Nacional                                | Ela mesma                       | Indicado  |
| 2016 | Prêmio Febre Teen             | Revelação do Ano                                     | Ela mesma                       | Indicado  |
| 2016 | Prêmio Febre Teen             | Melhor Instagram                                     | Ela mesma                       | Venceu    |
| 2016 | Prêmio Jovem Brasileiro       | Apresentadora ou Repórter                            | Ela mesma                       | Indicada  |
| 2017 | Prêmio Jovem Brasileiro       | Personalidade da Internet                            | Ela mesma                       | Indicada  |
| 2017 | Prêmio Jovem Brasileiro       | Melhor Atriz                                         | Carinha de Anjo                 | Indicado  |
| 2017 | Prêmio Jovem Brasileiro       | Jovem do Ano                                         | Ela mesma                       | Indicado  |
| 2017 | Meus Prêmios Nick             | Artista de TV Favorito                               | Ela mesma                       | Indicada  |
| 2017 | Meus Prêmios Nick             | Youtuber Feminina Favorita                           | Ela mesma                       | Indicado  |
| 2017 | Capricho Awards               | Influencer do Ano                                    | Ela mesma                       | Venceu    |
| 2018 | Meus Prêmios Nick             | Canal de Youtube Favorito                            | Maisa Silva                     | Venceu    |
| 2018 | Meus Prêmios Nick             | Artista de TV Favorito                               | Ela mesma                       | Indicada  |
| 2018 | Meus Prêmios Nick             | Instagram Favorito                                   | Ela mesma                       | Indicada  |
| 2018 | Meus Prêmios Nick             | Ship do Ano                                          | Maisa Silva e Nicholas Arashiro | Indicada  |
| 2018 | Troféu Internet               | Melhor Atriz                                         | Carinha de Anjo                 | Indicado  |
| 2018 | Prêmio Jovem Brasileiro       | Melhor Atriz                                         | Carinha de Anjo                 | Indicada  |
| 2018 | Prêmio Jovem Brasileiro       | Melhor Apresentadora                                 | Ela mesma                       | Indicada  |
| 2018 | Prêmio Jovem Brasileiro       | Jovem do Ano                                         | Ela mesma                       | Indicada  |
| 2018 | Prêmio Área Vip               | Melhor Talento Teen ou Mirim                         | Tudo por um Popstar             | Indicada  |
| 2019 | Kids' Choice Awards           | Influencer Brasileiro Favorito                       | Ela mesma                       | Indicada  |
| 2019 | MTV Millennial Awards Brasil  | Top das Lives                                        | Ela mesma                       | Indicada  |
| 2019 | MTV Millennial Awards Brasil  | Stories de Ouro                                      | Ela mesma                       | Indicada  |
| 2019 | MTV Millennial Awards Brasil  | #PQMULHER                                            | Ela mesma                       | Indicada  |
| 2019 | BreakTudo Awards              | Personalidade da Internet                            | Ela mesma                       | Indicado  |
| 2019 | Prêmio Jovem Brasileiro       | Melhor Atriz                                         | Ela mesma                       | Indicada  |
| 2019 | Prêmio Jovem Brasileiro       | Melhor Apresentadora                                 | Programa da Maisa               | Venceu    |
| 2019 | Meus Prêmios Nick             | Artista de TV Feminina                               | Programa da Maisa               | Indicada  |
| 2019 | Meus Prêmios Nick             | Melhor Apresentador(a)                               | Programa da Maisa               | Indicada  |
| 2019 | Meus Prêmios Nick             | Instagram do Ano                                     | Ela mesma                       | Indicada  |
| 2019 | Meus Prêmios Nick             | Slime Épico                                          | Ela mesma                       | Indicada  |
| 2019 | Meus Prêmios Nick             | Inspiração do Ano                                    | Ela mesma                       | Indicada  |
| 2020 | Kids' Choice Awards           | Artista Brasileira Favorita                          | Ela mesma                       | Venceu    |
| 2020 | Kids' Choice Awards           | Fandom Brasileiro                                    | Maisaticos                      | Indicada  |
| 2020 | Prêmio Jovem Brasileiro       | Melhor Atriz                                         | Ela mesma                       | Indicada  |
| 2020 | Meus Prêmios Nick             | TikToker do Ano                                      | Ela mesma                       | Indicada  |
| 2020 | Meus Prêmios Nick             | Artista de TV Feminina                               | Ela mesma                       | Indicada  |
| 2020 | Meus Prêmios Nick             | Melhor Live                                          | Ela mesma                       | Indicada  |
| 2020 | Meus Prêmios Nick             | Melhor Instagram                                     | Ela mesma                       | Indicada  |
| 2020 | MTV Millennial Awards Brasil  | Ícone MIAW                                           | Ela mesma                       | Indicada  |
| 2020 | MTV Millennial Awards Brasil  | Tik Toker Absurdo                                    | Ela mesma                       | Indicada  |
| 2020 | Prêmio F5                     | Melhor Apresentador(a) de Variedades                 | Programa da Maisa               | Indicada  |
| 2020 | Splash Awards                 | Melhor Celeb "gente como a gente"                    | Ela mesma                       | Indicada  |
| 2020 | Splash Awards                 | Melhor Tuiteiro(a)                                   | Ela mesma                       | Venceu    |
| 2020 | Melhores do Ano NaTelinha     | Melhor Influenciador Digital/Youtuber                | Ela mesma                       | Indicada  |
| 2021 | Prêmio Jovem Brasileiro       | Melhor Apresentador                                  | Programa da Maisa               | Indicada  |
| 2021 | Troféu Internet               | Melhor Animadora ou Apresentadora de Auditório de TV | Programa da Maisa               | Indicada  |
| 2021 | Séries em Cena Awards         | Melhor Atriz Nacional de Filme                       | Pai em Dobro                    | Venceu    |
| 2021 | Prêmio iBest                  | Tiktoker do Ano (voto popular)                       | Ela mesma                       | Indicada  |
| 2021 | Prêmio iBest                  | Creator do Ano (voto popular)                        | Ela mesma                       | Indicada  |
| 2021 | Prêmio iBest                  | Influenciador do Ano São Paulo (voto academia iBest) | Ela mesma                       | Venceu    |
| 2021 | Prêmio iBest                  | Influenciador do Ano São Paulo (voto popular)        | Ela mesma                       | TOP3      |
| 2021 | Meus Prêmios Nick             | Ícone Fashion                                        | Ela mesma                       | Indicada  |
| 2021 | Meus Prêmios Nick             | Artista de TV Feminino                               | Programa da Maisa               | Indicada  |
| 2021 | MTV Millennial Awards         | Ícone Miaw                                           | Ela mesma                       | Indicada  |
| 2021 | MTV Millennial Awards         | Girl Boss                                            | Ela mesma                       | Indicada  |
| 2021 | BreakTudoAwards               | Crush do Ano                                         | Ela mesma                       | Indicada  |
| 2021 | TikTok Awards                 | Chegou brilhando                                     | Perfil da atriz no TikTok       | Indicada  |
| 2022 | SEC Awards                    | Melhor Atriz em Série Adolescente                    | De Volta aos 15                 | Venceu    |
| 2022 | Prêmio Jovem Brasileiro       | Melhor Atriz                                         | De Volta aos 15                 | Indicada  |
| 2022 | BreakTudo Awards              | Melhor Atriz Nacional                                | De Volta aos 15                 | Venceu    |
| 2022 | Capricho Awards               | Artista Nacional do Ano (Cinema e TV)                | De Volta aos 15                 | Venceu    |
| 2022 | Prêmio iBest                  | Influenciador São Paulo (voto popular)               | Ela mesma                       | TOP3      |
| 2022 | Prêmio iBest                  | Influenciador São Paulo (voto academia iBest)        | Ela mesma                       | TOP3      |
| 2022 | Prêmio iBest                  | Instagrammer do Ano                                  | Ela mesma                       | Indicada  |
| 2024 | Festival Sesc Melhores Filmes | Melhor Atriz Nacional                                | Desapega!                       | Indicada  |
| 2024 | Prêmio iBest                  | Influenciador São Paulo                              | Maisa                           | Indicada  |
| 2024 | Prêmio iBest                  | Influenciador Twitter                                | Maisa                           | Indicada  |
| 2025 | Prêmio iBest                  | Instagrammer do Ano                                  | Maisa                           | Pendente  |
| 2025 | Prêmio iBest                  | Influenciador São Paulo                              | Maisa                           | Pendente  |
| 2025 | Prêmio iBest                  | Protagonista Influenciador                           | Garota do Momento               | Pendente  |
| 2025 | Prêmio Jovem Brasileiro       | Melhor Atriz                                         | Garota do Momento               | Pendente  |
| 2025 | SEC Awards                    | Melhor Atriz em Novela                               | Garota do Momento               | Pendente  |
| 2025 | SEC Awards                    | Melhor Atriz em Série Adolescente                    | De Volta aos 15                 | Pendente  |
| 2025 | SEC Awards                    | Casal/Ship Favorito                                  | De Volta aos 15                 | Pendente  |